# حقوق الإنسان في ليختنشتاين
ليختنشتاين، ملكية دستورية متعددة الأحزاب، لها برلمان مؤلف من مجلس وحكومة يختارها الأمير الحاكم، وهي بلد مزدهر وحر يُعتبر عمومًا أنه يتمتع بسجل ممتاز في مجال حقوق الإنسان. 

## مكتب تكافؤ الفرص
يشرف مكتب تكافؤ الفرص على تطبيق حقوق الإنسان في ليختنشتاين. عندما شُكل المكتب في عام 1996، كان تركيزه منصبًا على المساواة الجنسية. يمكن للمكتب الآن أيضًا، الرقابة على قضايا عديدة مثل "هجرة الأجانب وإدماجهم، والإعاقة، والتمييز الاجتماعي، والتوجه الجنسي. ويشمل دوره "تقديم المشورة وتقديم التوصيات إلى السلطات والجهات الخاصة، وإجراء التحقيقات، والمشاركة في تطوير وسن البرامج الوطنية، وتنفيذ مشاريع لتعزيز أهداف المكتب".
أعربت منظمة العفو الدولية عن قلقها إزاء الموارد المحدودة لمكتب تكافؤ الفرص. أولًا، كان يعمل بها موظفان بدوام كامل بالإضافة إلى موظف متدرب، أما الآن فلديها موظف واحد فقط بدوام كامل. دعا الاستعراض الدوري الشامل الأول لمنظمة العفو الدولية في ليختنشتاين في عام 2008 إلى إنشاء «مؤسسة ديوان المظالم ومؤسسة وطنية لحقوق الإنسان وفقاً لمبادئ باريس»، وأعرب تقرير لمنظمة العفو الدولية لعام 2012 عن أسفه لعدم متابعة ليختنشتاين لهذا الاقتراح وأوضح قلقه «أن الآليات البديلة الموجودة بالفعل، بما في ذلك مكتب تكافؤ الفرص وديوان المظالم المخطط للأطفال، لا تفي بالمعايير المنصوص عليها في مبادئ باريس تمامًا وليست سلطات مختصة للنظر في حالات انتهاكات حقوق الإنسان». وبالمثل، أوصى تقرير صادر عن لجنة من المفوضية العليا لحقوق الإنسان التابعة للأمم المتحدة في عام 2012 بأن يُستبدل مكتب تكافؤ الفرص والوكالات الحكومية الأخرى في الإمارة بـ «مؤسسة مستقلة واحدة لحقوق الإنسان ذات ولاية واسعة».

## الحريات الأساسية
تضمن المادة 31 من دستور ليختنشتاين المعاملة المتساوية لجميع المواطنين. الانتخابات حرة ونزيهة. يُسمح لجماعات حقوق الإنسان بحرية التحقيق في القرارات في ليختنشتاين. تعترف الدولة بحرية التعبير والصحافة، أي إهانة علنية موجهة ضد أي مجموعة عرقية يمكن معاقبتها لمدة تصل إلى عامين من السجن. لا توجد قيود للإنترنت. يتمتع الناس في ليختنشتاين بالحرية الأكاديمية، والحرية الدينية، وحرية التنقل داخل البلد، والحق في السفر إلى الخارج والهجرة والعودة إلى الوطن. إن الحق في حرية التجمع وحرية تكوين الجمعيات مكفول بموجب المادة 41 من الدستور والمادة 11 من الاتفاقية الأوروبية لحقوق الإنسان. «جميع الأحداث العامة وغير الدينية التي تستلزم اتخاذ تدابير رسمية وخاصة التدابير الأمنية تتطلب موافقة في ليختنشتاين»، وذلك وفقًا لتقرير حكومي. «الأحداث السياسية، والتعليمية على وجه الخصوص معفية. بالنسبة للمظاهرات (القليلة) التي وقعت حتى الآن في ليختنشتاين، فقد وافقت عليها الدولة  دائمًا».
وفقًا لتقرير صدر عام 2003 عن حكومة ليختنشتاين، فإن أي شخص في البلاد "يعتقد أن حقوقه وحرياته الأساسية قد انتهكت، يحق له تقديم طلب إلى المحاكم أو تقديم شكوى بشأن هذه المسألة.  يجوز للإغاثة أن تتخذ، من جملة الأمور، أمرًا لإلغاء قرار إداري أو حكومي، أو أمرًا بدفع تعويضات رمزية أو ملموسة. تتمثل وظيفة المحكمة الدستورية (محكمة الدولة) في ليختنشتاين في الحكم على دستورية القوانين القائمة، وعند الضرورة، إلغاء القوانين أو المراسيم، أو أجزاء منها. في حالات محددة، يمكن أيضًا تقديم استئناف إلى المحكمة الأوروبية لحقوق الإنسان في ستراسبورغ، فقد انضمت ليختنشتاين، في 8 سبتمبر 1982، إلى الاتفاقية الأوروبية لحماية حقوق الإنسان والحريات الأساسية المؤرخة 4 نوفمبر 1950. تخضع هذه الاستئنافات لشرط استنفاد جميع سبل الانتصاف المحلية في ليختنشتاين.

## الحقوق المتعلقة باللجوء ووضع اللجوء والمواطنة
تسمح قوانين ليختنشتاين بمنح حق اللجوء، على الرغم من عدم قبول أي من طلبات اللجوء الـ 88 المقدمة بين يناير وأيلول 2010. قال تقريران صادران عن لجنة الأمم المتحدة لمناهضة التعذيب ومفوضية الأمم المتحدة لشؤون اللاجئين في 2010، أن ملتمسي اللجوء "تحت الطرد الوقائي" طلبوا عقد جلسة استماع خلال 24 ساعة  وكان ذلك قصيراً للغاية. طلب تقرير أصدرته لجنة من مكتب المفوض السامي لحقوق الإنسان التابع للأمم المتحدة في عام 2012 من الإمارة "النظر في تعديل قانون اللجوء لتوفير التجنيس الميسر للاجئين وعديمي الجنسية". أوصى التقرير نفسه بأن تنظر ليختنشتاين أيضًا في "تعديل قانون التجنيس المُيسّر" بهدف تخفيض مدة الإقامة المطلوبة للحصول على الجنسية والنظر في إدخال الحق في الاستئناف والمراجعة القانونية بموجب إجراء التجنيس العادي الخاضع للتصويت المحلي الشعبي".

## التمييز العنصري
يُحظر التمييز على أساس السلالة أو العرق. فيما يتعلق بتصديق ليختنشتاين في عام 2000 على الاتفاقية الدولية للقضاء على جميع أشكال التمييز العنصري لعام 1965، شددت ليختنشتاين الأحكام الواردة في دستورها  القانوني المتعلق بالتمييز العنصري. هاجم المتطرفون اليمينيون من وقت لآخر الأجانب، وخاصة الأتراك. غُرم رئيس مجموعة من الهمجيين إثر تهديده وإصابته لصاحب عمل تركي في عام 2009 بـ 1000 فرنك سويسري. حكم على مُخرب (شخص يقوم بإشعال النار وإحراق الممتلكات عمدًا) متجر كباب في عام 2010 بالسجن لمدة عامين ونصف. أعرب تقرير لليونسكو لعام 2006 عن قلقه إزاء استمرار «كره الأجانب والتعصب في ليختنشتاين ضد الأشخاص من أصل عرقي أو ديني مختلف، لا سيما ضد المسلمين وتركيي الأصل».

## حقوق المرأة
منذ كانون الثاني/ يناير 1996، وقعت ليختنشتاين على اتفاقية عام 1979 للقضاء على جميع أشكال التمييز ضد المرأة. التمييز على أساس الجنس غير قانوني. الاغتصاب والعنف المنزلي والتحرش الجنسي هي جرائم كبيرة في ليختنشتاين. توفر الحكومة مجموعة هائلة من المساعدات لضحايا العنف المنزلي، كما توفر فراوينهاوس، وهي مأوى للنساء، المأوى والنُصح للنساء والأطفال. يعمل مكتب تكافؤ الفرص ولجنة المساواة بين المرأة والرجل على ضمان المساواة في الحقوق. طلب تقرير صادر عن لجنة من المكتب المفوض السامي لحقوق الإنسان التابع للأمم المتحدة في عام 2012 من ليختنشتاين «ضمان أن تكون المهاجرات وغيرهن من النساء اللاتي يعشن في أوضاع سيئة، بما في ذلك النساء اللائي يتعرضن للإتجار أو العنف المنزلي أو المطلقات، قادرين على الاحتفاظ بإقامتهن ووضعهن الاجتماعي والاقتصادي دون الخضوع لتمييز مزدوج».

## حقوق الأسرة والطفل
يحصل الطفل الذي يملك والدًا واحدًا مواطنًا من ليختنشتاين تلقائيًا على الجنسية ويصبح مواطنًا هو أيضًا، وكذلك الحال بالنسبة للأطفال المولودين في البلد والذين لا يمتلكون جنسية. يعاقب على اغتصاب القاصرين بالسجن لمدة تتراوح بين سنة و 10 سنوات، سن الرشد هو 14 سنة. تتمتع ثلاث منظمات غير حكومية مراقبة لحقوق الطفل، بالدعم المالي الحكومي. يشرف مكتب الخدمات الاجتماعية على البرامج الحكومية للأطفال. عُين أول محقق شكاوى للأطفال في ليختنشتاين في عام 2009، وأوصى تقرير صادر عن لجنة تابعة للأمم المتحدة معنية بحقوق الطفل بأن تضمن أن يكون المكتب مستقلاً ومزوداً بالموظفين الكافيين وممولًا. على الرغم من أن إصلاح قانون الأسرة في ليختنشتاين لعام 1992/1993 وضع حدًا كبيرًا للمعاملة التفاضلية للأطفال المولودين خارج نطاق الزوجية، إلا أن حضانة هؤلاء الأطفال لا تزال تُمنح بشكل روتيني للأم فقط. للتأكد من ذلك، يجوز للوالدين تقديم طلب مشترك للحضانة المشتركة، والتي يمكن منحها إذا كانوا يعيشون مع الطفل وإذا اعتبرت السلطات الوضع مقبولاً.